# Jorge R. Camacho Lazo
Jorge R. Camacho Lazo (La Habana, 5 de enero de 1934 - París, 30 de marzo de 2011) fue un pintor cubano. 

## Biografía
Interesado por el surrealismo, se estableció en la década de 1950 en París, residencia que ya no abandonó salvo por sus estancias prolongadas en las ciudades españolas de Sevilla y Almonte (en este caso por sus visitas al parque nacional y natural de Doñana, donde destacó en sus conocimientos ornitológicos). 
Influenciado por los pintores surrealistas del momento, tras su vinculación con París recibió el apoyo a su obra de André Breton y desarrolló una extensa obra repartida por museos de todo el mundo: París, Caracas, Ámsterdam, Bruselas, el Instituto Valenciano de Arte Moderno y el Guggenheim de Nueva York. La última exposición de su obra tuvo lugar en el Museo del Agua de Lisboa en 2010. 
Junto al escritor cubano Reinaldo Arenas, al que rescató del olvido con la divulgación de su obra, solicitó en una carta abierta a Fidel Castro la liberación de los presos políticos en Cuba en 1981.